# The Summit Church: Summit Worship
The Summit Church: Summit Worship – drugi solowy minialbum Davida Hodgesa wydany w 2000 roku.

## Lista utworów
1. "Make This Church Your Home (Intro)" – 1:53
2. "Everything That Has Breath" – 3:09
3. "Ancient of Days" – 2:27
4. "I Exalt Thee / Your Name" z Hannah Hodges – 5:04
5. "Better Is One Day" z Hannah Hodges – 5:02
6. "Bring Me Back" – 4:05
7. "Breathe" z Amy Lee – 6:16